# Aéroports de Paris

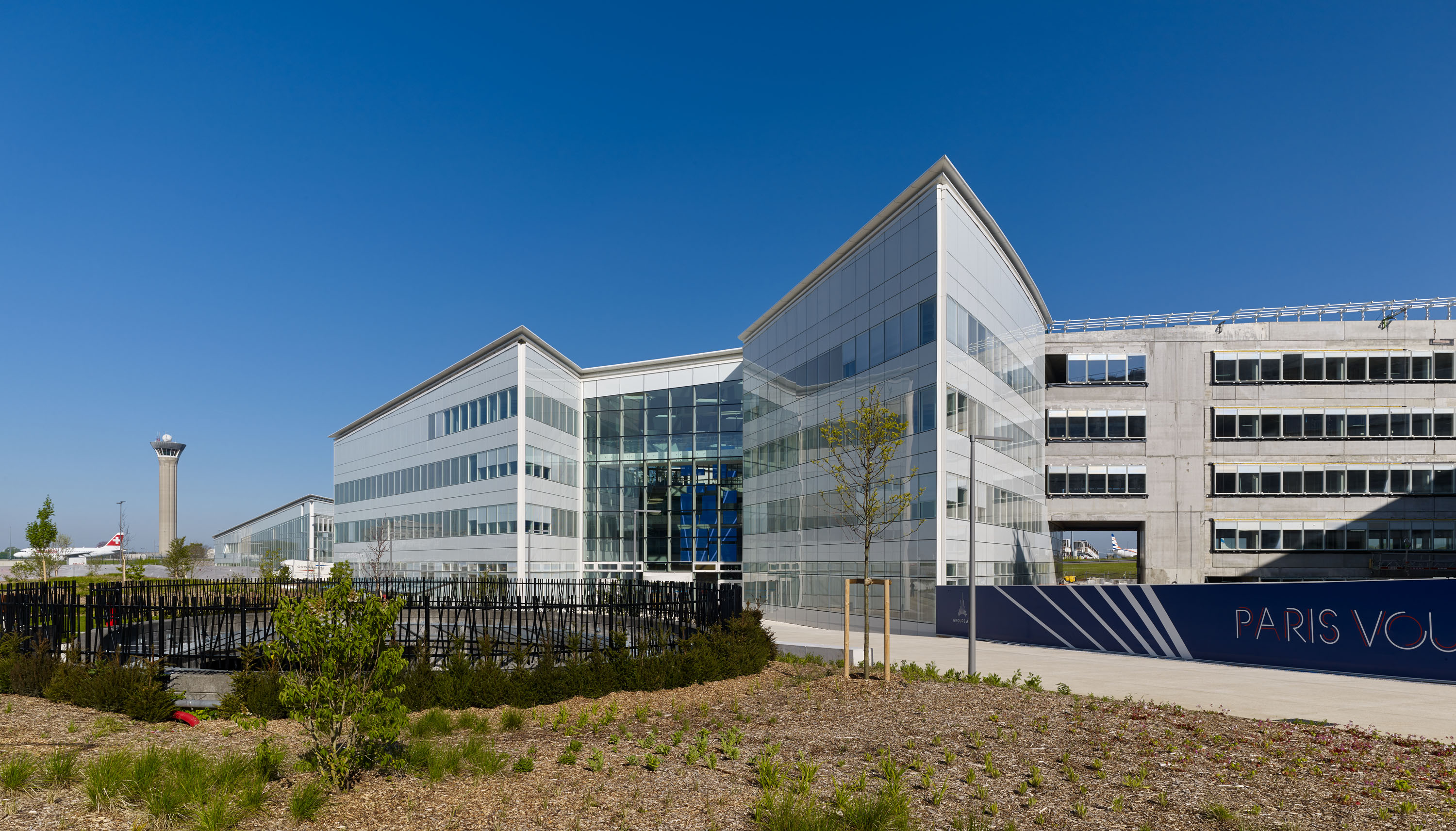
Sede social de Aéroports de Paris (ADP) en la localidad de Tremblay-en-France, en la Isla de Francia, en 2017

Aéroports de Paris (ADP) en español Aeropuertos de París, es la autoridad portuaria que construye, acondiciona y explota las plataformas aeroportuarias de Île-de-France, incluidos los dos principales aeropuertos de París y de Francia, Paris-Orly y París-Charles de Gaulle.
Es el segundo grupo aeroportuario europeo en términos de cifras de negocio aeroportuario tras AENA y el primer grupo europeo en cuanto a mercancías y correo. Cuenta con cerca de cuatrocientas sesenta compañías aéreas como clientes. En 2009 sus cifras de negocio alcanzaron los 2633,4 millones de euros y el número de pasajeros recibidos en sus plataformas alcanzó los ochenta y tres millones.
Durante el año 2009, el tráfico de pasajeros en Aéroports de Paris cayó un 4,7 % para atender a un total de 83 millones de pasajeros, contra 87,1 millones en 2008. La bajada ha sido del 4,9 % en París-Charles de Gaulle (57,9 millones de pasajeros) y del 4,2 % en París-Orly (25,1 millones de pasajeros).

## Historia
Aéroports de Paris fue creada en 1945 bajo el régimen de administraciones públicas del estado. Su estatus fue modificado el 20 de abril de 2005 para transformarla en sociedad anónima. El Estado francés lanzó el 31 de mayo de 2006 el proceso de privatización. 
El periódico satírico francesa Le Canard enchaîné en su edición del 14 de junio de 2006 hablaba de un regalo de 6686 ha para "hacer más atractiva" la privatización parcial del 30 % de ADP.
En 2003, Aéroports de Paris creó el canal de televisión Aeo, que se retransmite en exclusiva en las terminales de los aeropuertos de Orly y Charles de Gaulle. Este canal emite programas cortos con información práctica relativa a los vuelos y sobre meteorología y servicios de los aeropuertos, así como programas de entretenimiento de tipo deportivo, cultural, turísticos...

## Trabajos

### Fuente de ingresos
Las tasas aeronáuticas (aterrizaje, estacionamiento, combustible, recogida de maletas, pasajeros), las tasas especializadas (clasificación de equipajes) y tasas pagadas por las compañías aéreas y pasajeros y el alquiler de superficies comerciales constituyen el 75 % de las fuentes de ingresos de ADP. La empresa da empleo a más de 11 300 personas entre la compañía principal, 7400 empleados, y sus filiales, 3900 empleados.

### Gestión de aeropuertos
Aéroports de Paris gestiona numerosas plataformas aeroportuarias francesas. Se encarga de la gestión del conjunto de los catorce aeropuertos y aeródromos abiertos a la circulación aérea civil situados en Île-de-France, desde los tres grandes aeropuertos parisinos (París-Orly, París-Charles de Gaulle y París-Le Bourget) a otros aeródromos de menor importancia (Persan-Beaumont, Pontoise-Cormeilles, Meaux, Chelles, Coulommiers, Lognes, Chavenay, Saint-Cyr, Toussus-le-Noble, Étampes) y el helipuerto de Issy-les-Moulineaux.
A través de su filial Aéroports de Paris Management (ADPM), Aéroports de Paris participa en la gestión de 25 aeropuertos en el mundo entero: México (Monterrey, Culiacán, Acapulco, Chihuahua, Ciudad Juárez, Durango, Mazatlán, Reynosa, San Luis Potosí, Tampico, Torreón, Zacatecas, Zihuatanejo), Chile (Santiago de Chile), Bélgica (Liège), Egipto (Sharm el-Sheik, Hurghada, Luxor, Asuán, Abou Simbel, Marsah Alam), Jordania (Amán), Argelia (Argel), Arabia Saudita (Djeddah), Camboya (Phnom Penh, Siam Reap) y Guinea (Conakry). Recientemente, también a Cuba (La Habana).

### Telecomunicaciones
Su filial Hub télécom está especializada en servicios de telecomunicación en emplazamientos complejos (aeropuertos, puertos, palacios de congresos...) Esta compañía ha equipado al aeropuerto Paris-Charles de Gaulle de conexión Wi-Fi.

## Medio ambiente
Los tres aeropuertos parisinos (Paris-Charles de Gaulle, Paris-Le Bourget y Paris-Orly) están certificados con el código ISO 14001 (las empresas calificadas con este certificado respetan los límites de contaminación permitidos). Aéroports de Paris se encarga de limitar en todos sus servicios el impacto de su actividad sobre el medio ambiente.
Desde su privatización, ADP comparte junto con DGAC la gestión medioambiental de sus aeródromos.

## Dirección de ADP
- Augustin de Romanet,  : PDG
- François Rubichon : director general delegado
- Laurent Galzy : director general adjunto Financias y administración
- Bernard Cathelain : director general adjunto Mantenimiento y desarrollo
- René Brun : director del aeropuerto Paris-Charles-de-Gaulle
- Patrice Hardel : director del aeropuerto Paris-Orly
- Pascal Bourgue : director de Marketing, Comercio y Comunicación
- Gonzalve de Cordoue : director de Recursos humanos
- François Cangardel : director inmobiliario

### Presidentes
- Pierre Marion : 1983 - 1986.
- Bernard Lathière : 1986 - 1992.
- Jean Fleury : 1992 - 1999.
- Yves Cousquer : julio de 1999 - noviembre de 2001.
- Pierre Chassigneux : noviembre de 2001 - septiembre de 2003.
- Pierre Graff : septiembre de 2003 - noviembre de 2012.
- Augustin de Romanet : desde noviembre de 2012

### Directores generales
- Gilbert Dreyfus : 1971 - 1981
- Jean Costet : 1981 - 1989
- Jean-Pierre Beysson : 1989 - 1993
- Jean-Claude Albouy : 1993-1995
- Emmanuel Duret : febrero de 1995 - octubre de 2001.
- Hubert du Mesnil : octubre de 2001 - noviembre de 2005.
- François Rubichon : noviembre de 2005 - noviembre de 2012.
- Edward Arkwright : desde noviembre de 2012.